# Hugo Weiß (Architekt)
Hugo Weiß († 1919) war ein deutscher Architekt und Maurermeister in Weimar.
Weiß entwarf Villen und Mietshäuser insbesondere im Bereich der südlichen Stadterweiterung. Sein wichtigster nachzuweisender Auftraggeber war der Weimarer Bauunternehmer Karl Paulin in Weimar, für den auch Rudolf Zapfe Entwürfe lieferte. Neben Rudolf Zapfe und Bruno Röhr war Weiß einer der wichtigsten Architekten im Bereich der südlichen Stadterweiterung Weimars. Weiß hinterließ aber auch Bauten in der Weimarer Altstadt wie in der Puschkinstraße.

## Entwürfe
- 1885/86: Puschkinstraße 2
- 1892/93: Freiherr-vom-Stein-Allee 5, Entwurf von Hugo Weiß, Umbauten nach Entwürfen von Rudolf Zapfe und Bruno Röhr
- 1893: Freiherr-vom-Stein-Allee 7
- 1893/94: Freiherr-vom-Stein-Allee 14
- 1891: Hegelstraße 16
- 1891/92: Hegelstraße 18